# Euproctoides conjunctifascia
Euproctoides conjunctifascia är en fjärilsart som beskrevs av James John Joicey och Talbot 1921?. Euproctoides conjunctifascia ingår i släktet Euproctoides och familjen tofsspinnare. Inga underarter finns listade i Catalogue of Life.